# Pandalidae
Pandalidae er en familie i underordenen ægte rejer. Disse arter kaldes typisk for pandalidrejer. De er spiselige og har stor økonomisk værdi. De er karakteriseret af et underinddelt carpus af den anden pereiopod og primært ved fraværet af kløer på den første pereiopod. Det er en koldtvandsfamilie og dens repræsentation i de tropiske områder udgøres af dybvandsrejer. Slægten Physetocaris har sommetider været placeret i denne familie, men den betragtes i dag som tilhørende sin egen familie Physetocarididae.

## Slægter
De følgende slægter er klassificeret i familien Pandalidae:
- Anachlorocurtis Hayashi, 1975
- Atlantopandalus Komai, 1999
- Austropandalus Holthuis, 1952
- Bitias Fransen, 1990
- Calipandalus Komai & Chan, 2003
- Chelonika Fransen, 1997
- Chlorocurtis Kemp, 1925
- Chlorotocella Balss, 1914
- Chlorotocus A. Milne-Edwards, 1882
- Dichelopandalus Caullery, 1896
- Dorodotes Bate, 1888
- Heterocarpus A. Milne-Edwards, 1881b
- Miropandalus Bruce, 1983
- Notopandalus Yaldwyn, 1960
- Pandalina Calman, 1899
- Pandalopsis Bate, 1888
- Pandalus Leach, 1814
- Pantomus A. Milne-Edwards, 1883
- Peripandalus De Man, 1917
- Plesionika Bate, 1888
- Procletes Bate, 1888
- Pseudopandalus Crosnier, 1997
- Stylopandalus Coutière, 1905